# Red Dead Redemption: The Man from Blackwater
Red Dead Redemption: The Man from Blackwater è un film per la televisione del 2010, prodotto da Rockstar Games e diretto da John Hillcoat, basato sul videogioco Red Dead Redemption (2010). La prima TV è avvenuta sul canale televisivo statunitense Fox.
Il cortometraggio riprende alcune delle scene del videogioco originale, motivo per cui scene, musiche e dialoghi del film sono alcuni di quelle già presenti in Red Dead Redemption, montati in un diverso ordine.

## Trama
Il film inizia con John Marston che incontra Nigel West Dickens ferito a terra nel bel mezzo di un deserto. John lo carica sulla carrozza del vecchio e lo porta nella vicina Armadillo. Subito dopo si dirige all'ufficio dello sceriffo Leigh Johnson per chiedergli informazioni su Bill Williamson, l'uomo che deve catturare e portare a Blackwater. Prima di aiutarlo, lo sceriffo chiede però a John di aiutarlo in una caccia a dei banditi. John accetta, e con lo sceriffo e i suoi due vice si dirige verso una fattoria, dove riescono a salvare alcune donne da dei malviventi. Alcuni di essi fuggono, così il gruppo li insegue. Si imbattono così nella banda di Bill Williamson, con cui hanno una sparatoria alla fine della quale Williamson riesce a fuggire. Lo sceriffo decide quindi di aiutare John. Il giorno dopo, girovagando per la valle John incontra Jenny, una giovane ragazza accecata dalla fede che, incurante delle sue condizioni pietose, continua ad aspettare di essere salvata dal Signore, e rifiuta l'aiuto di Marston. Quest'ultimo si dirige poi da Nigel West Dickens, nel frattempo guarito, per aiutarlo a vendere alcuni cosiddetti elisir di lunga vita. Dopo averlo aiutato, John si fa promettere supporto per l'attacco al covo di Williamson. Più tardi John incontra anche Seth, un uomo consumato dagli anni spesi nella ricerca di una mappa del tesoro. John lo aiuta a trovarla, così da riuscire ad ottenere anche l'aiuto di Seth per l'attacco a Williamson.
La notte il gruppo radunato da Marston si raduna davanti al covo di Bill Williamson, e dopo essere entrati con un trucco, ha inizio una violenta sparatoria. Tuttavia, Bill riesce a prendere un cavallo e a fuggire, sotto gli occhi impotenti di John, mentre Seth, trovato il tesoro in una stanza del covo, scopre che il tesoro non è altro che un occhio di vetro.